# Placostegus tridentatus
Placostegus tridentatus är en ringmaskart som först beskrevs av Fabricius 1779.  Placostegus tridentatus ingår i släktet Placostegus och familjen Serpulidae. Arten är reproducerande i Sverige. Inga underarter finns listade i Catalogue of Life.